# Adlkofen
Adlkofen är en kommun och ort i Landkreis Landshut i Regierungsbezirk Niederbayern i förbundslandet Bayern i Tyskland.